# Wallis, Gilbert and Partners

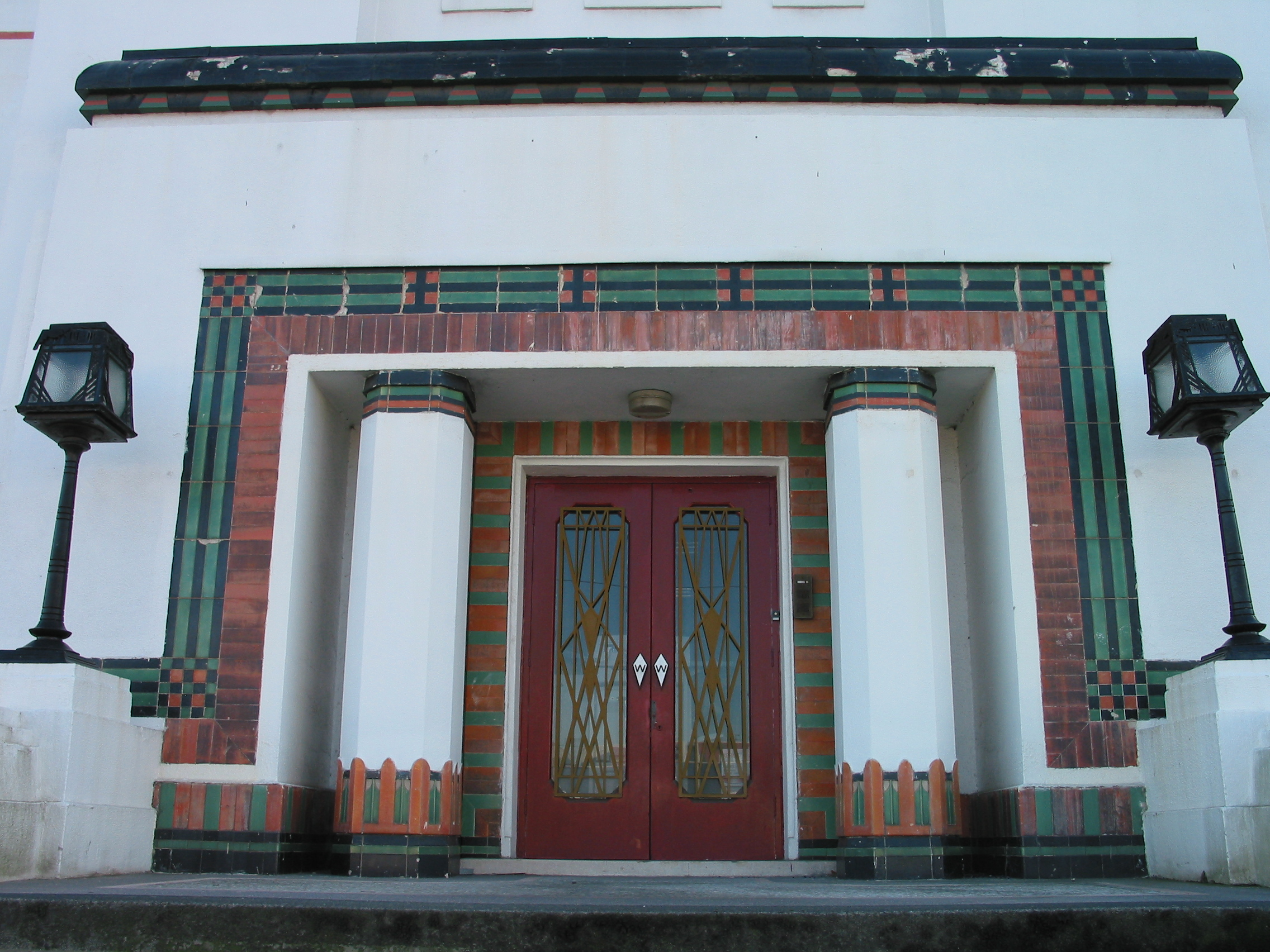
Intrarea principală a Pyrene Building de pe porțiunea Golden Mile a drumului Great West Road, Brentford, Middlesex, Anglia.

Wallis, Gilbert and Partners a fost o firmă de arhitectură bazată pe partenariat, creatoare a numeroase clădiri construite în stilul Art Deco din Marea Britanie în anii 1920 și 1930. 
A fost fondată de arhitectul Thomas Wallis (1873 - 1953) în 1914. Deși identitatea numelui Gilbert din titlul firmei nu a fost vreodată stabilită, totuși prezența mai târzie a unor alți parteneri, așa cum ar fi Douglas Wallis (1901 - 1968) și J. W. MacGregor (d. 1994), este limpede. Cele mai reușite clădiri ale parteneriatului sunt probabil Hoover Factory Building din Perivale, Londra și Firestone Tyre Factory, deși portofoliul extensiv al firmei cuprinde un număr impresionant de clădiri realizate în stilul caracteristic, devenit deja leitmotiv arhitectural al firmei, la care Thomas Wallis a contribuit decisiv. 

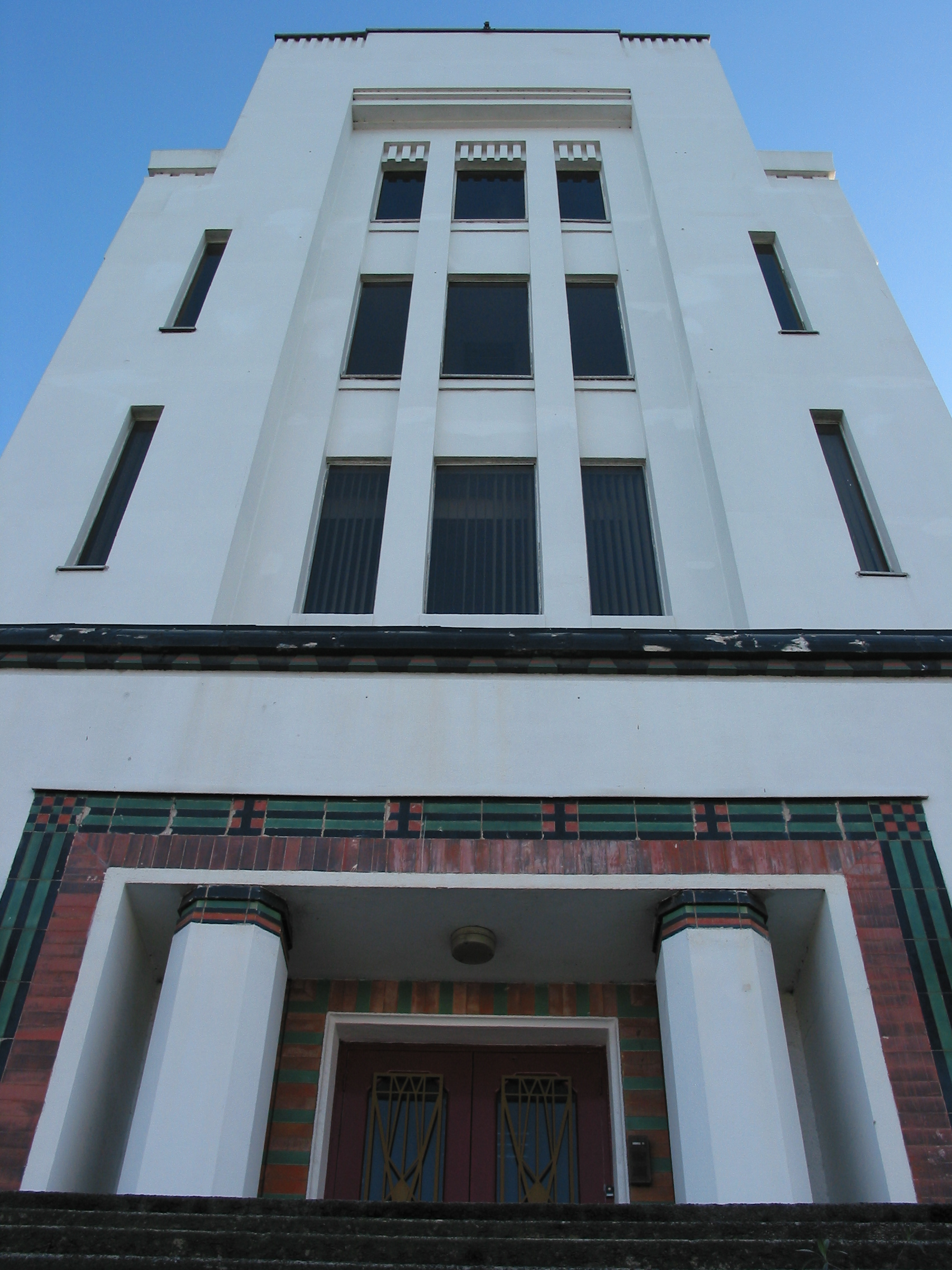
Turnul central al clădirii cunoscute ca Pyrene Building, Brentford, Middlesex, Anglia.

## Clădiri realizate
Astfel se pot enumera următoarele clădiri și structuri: 

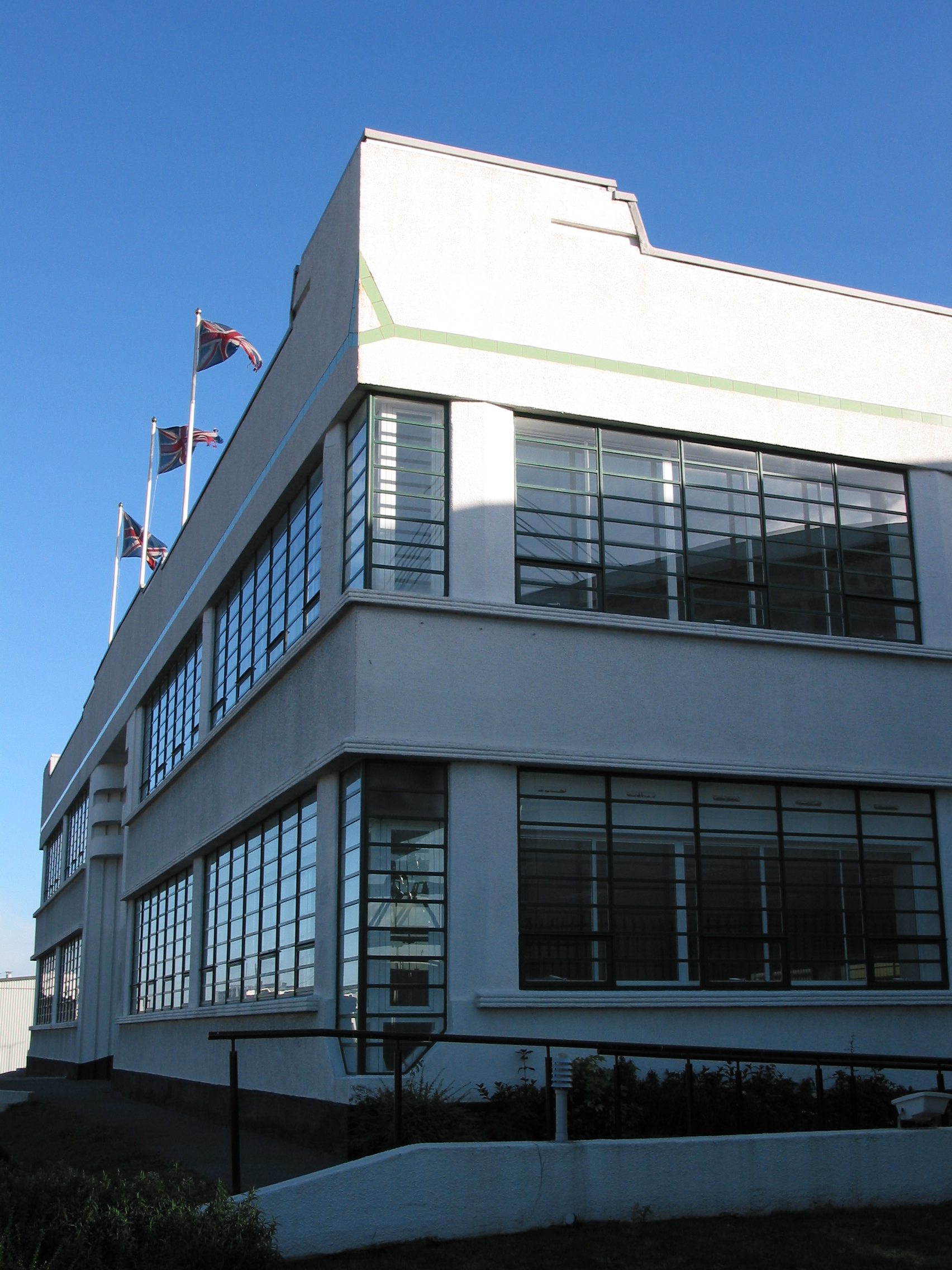
Colţul nord-vestic al fabricii Coty Cosmetics, din aceeași localitate, Brentford, Middlesex, Anglia.

- Caribonum Factory, Leyton, London, 1918
- The Solex Factory, Marylebone Road, London, 1925
- Wrigley's Factory, Wembley, London, 1926
- The Shannon Factory, Kingston, London, 1928
- Firestone Tyre Factory, Great West Road, Brentford, Middlesex, 1928 - 1929 (Demolată în 1980)
- Pyrene Building, Great West Road, Brentford 1929 - 1930
- Turnul și extensia clădirii Alaska Factory, Bermondsey, Londra, anii 1930
- Albion Motor Car Company Limited, Scotstoun, Glasgow, 1930
- India Tyre Factory, Inchinnan 1930 - 1931
- Daimler Hire Garage, 9 Herbrand Street, Londra 1931
- British Bemberg Factory, Doncaster, Yorkshire, 1931
- Hoover Factory, Western Avenue, Perivale 1931 - 1938
- Victoria Coach Station, Londra, 1931 - 1932
- Coty Cosmetics Factory, Great West Road, Brentford 1932
- ASEA Factory (mai târziu, Hawker Siddeley Power Transformer Factory), Waltham Forest 1936
- Simmonds Aerocessories, ulterior Beecham's Pharmaceuticals Factory, Great West Road, Brentford 1936 - 1942

### Alte construcții
Thomas Wallis a designat de asemenea numeroase stații de autobuze interurbane, așa cum ar fi în următoarele localități: 
- Amersham, Buckinghamshire
- Hemel Mempstead, Hertfordshire
- Hertford, Hertforshire
- Reigate, Surrey
- Windsor, Berkshire

## Galerie de imagini

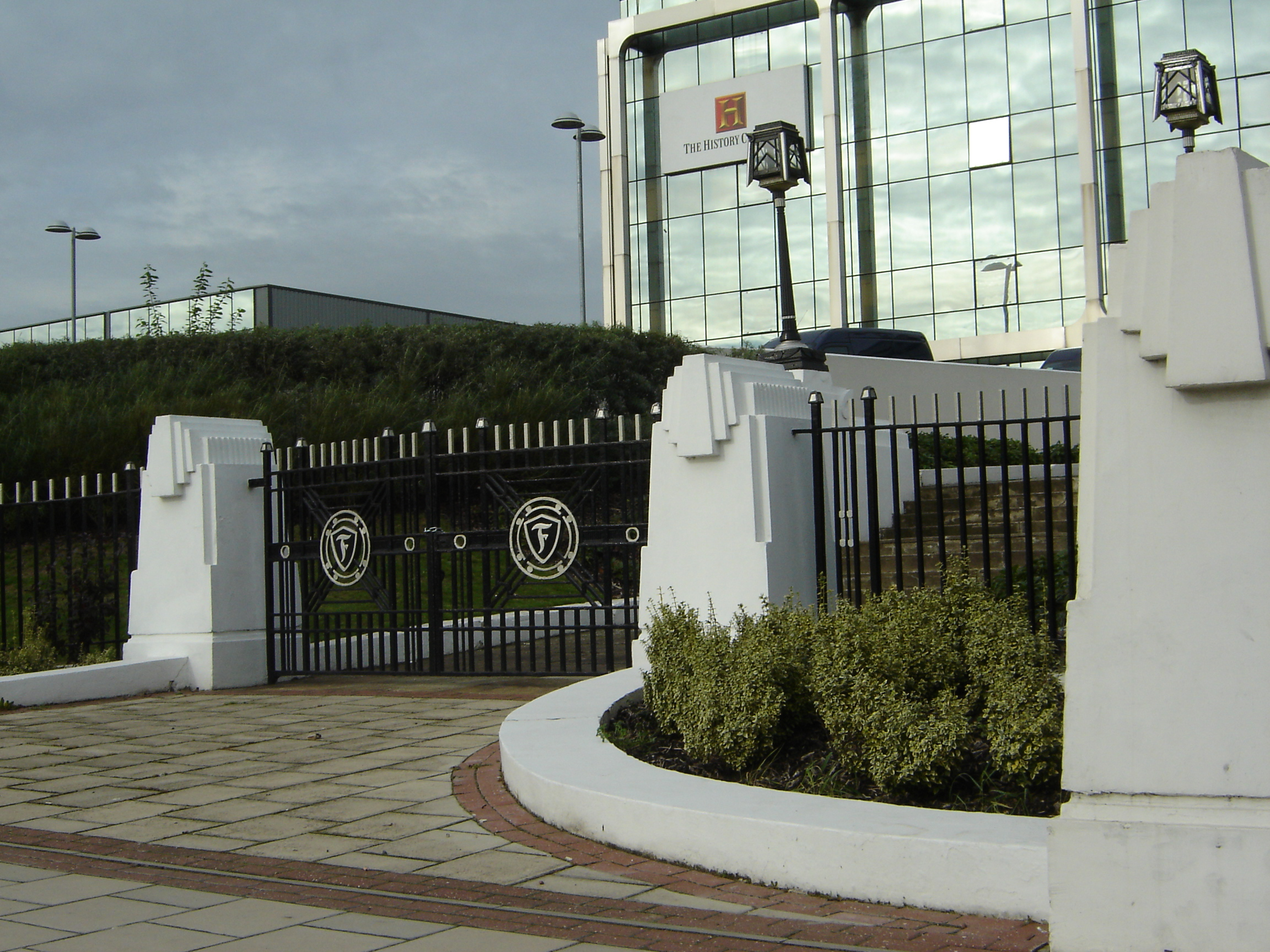
Porţile şi exteriorul fostului Complex Firestone din Brentford, Middlesex
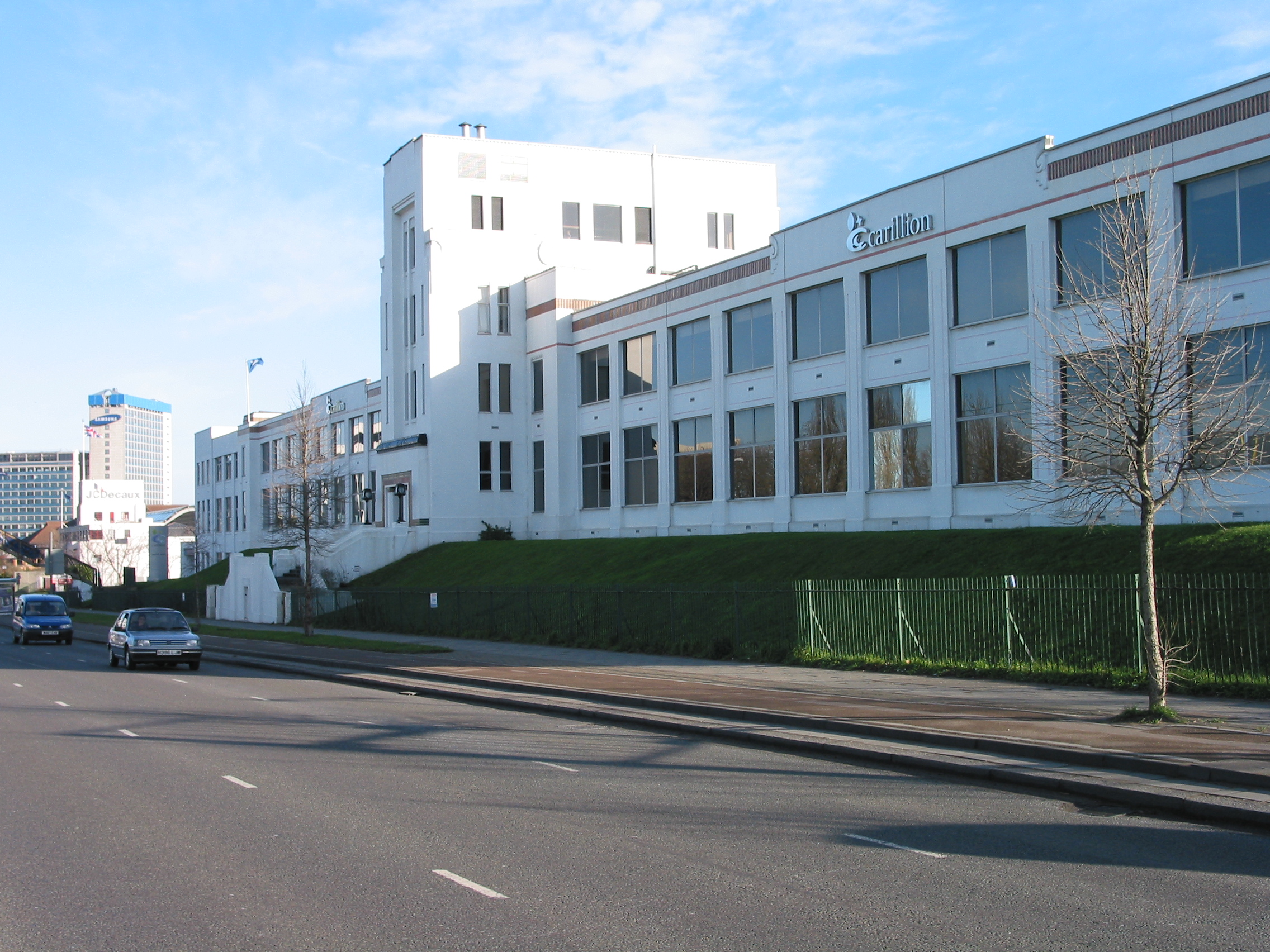
Faţada clădirii Pyrene Building
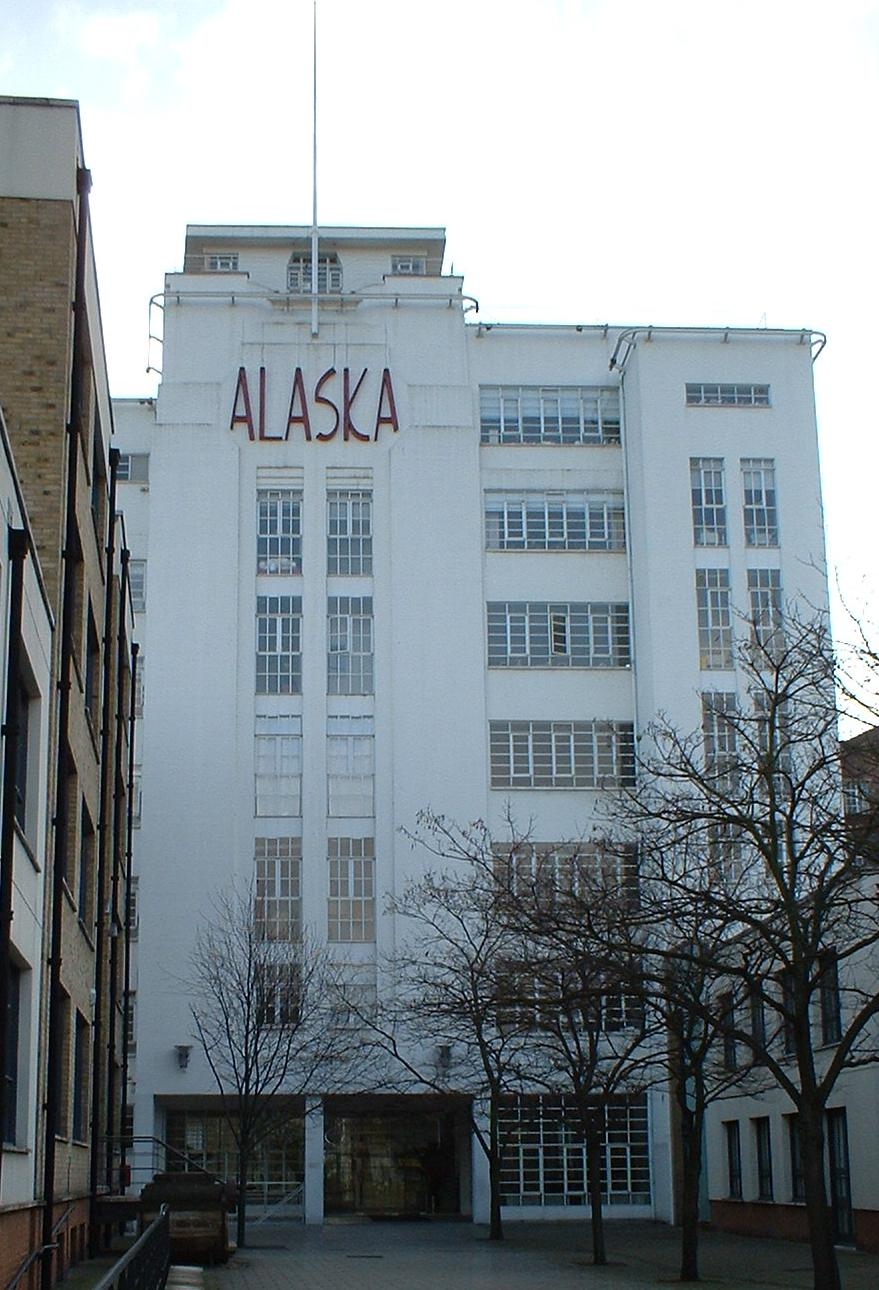
Alaska Factory, Bermondsey, Londra
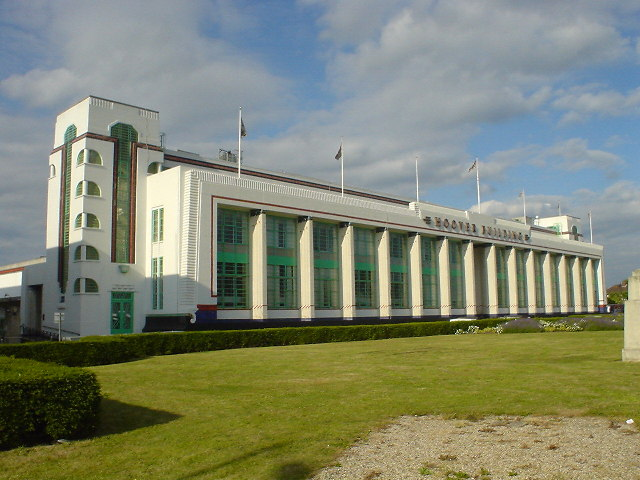
Partea frontală a clădirii Hoover Factory, Western Avenue, Perivale, Middlesex UB6 8DW
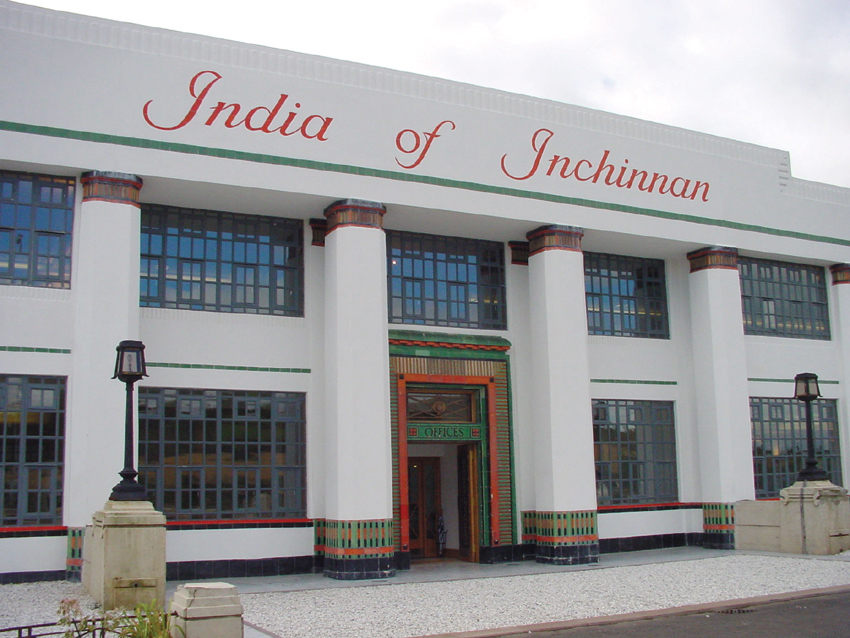
Partea centrală a clădirii India of Inchinnan din Inchinnan, Renfrewshire, Scotland, PA4 9LH
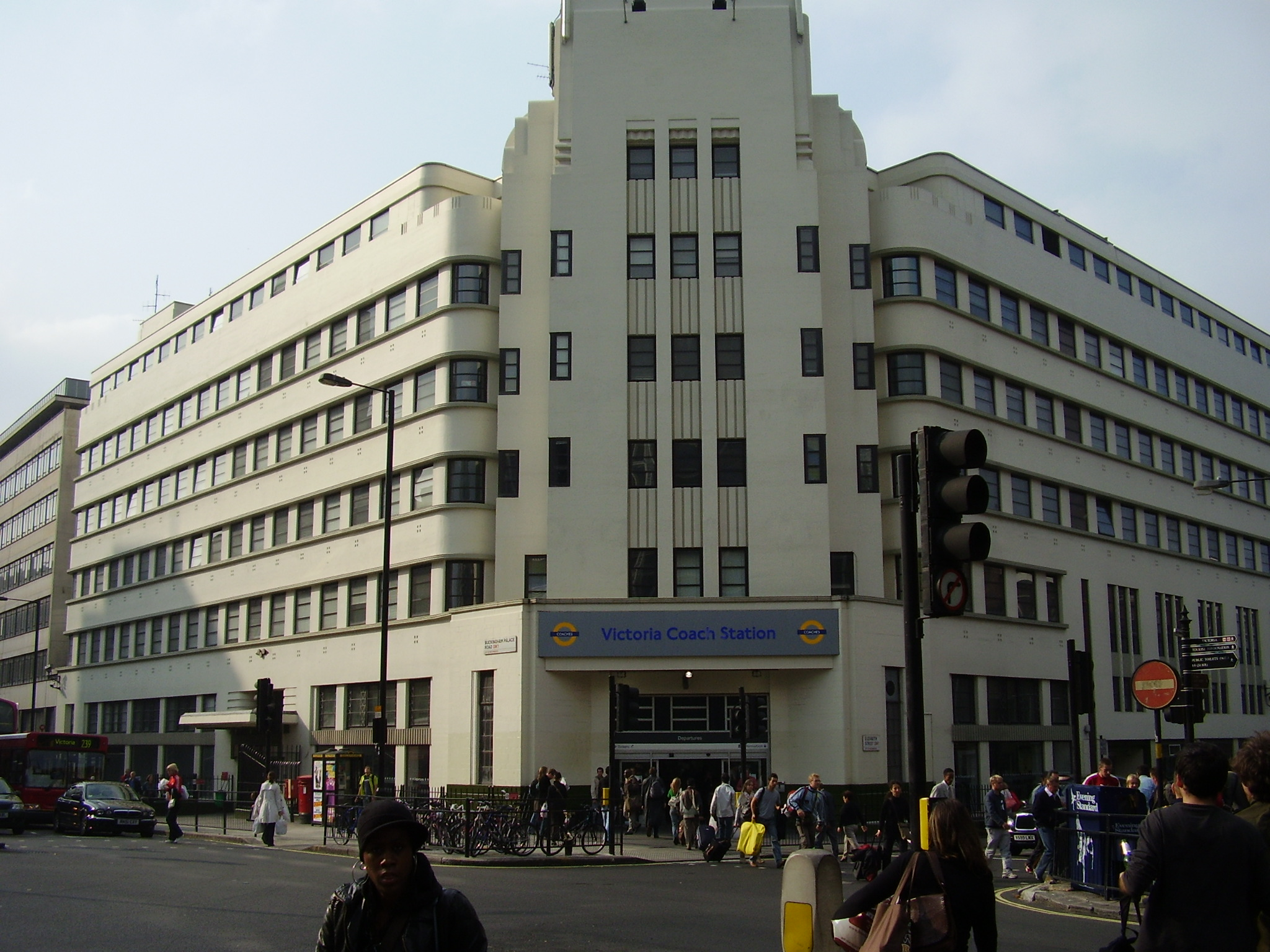
Partea frontală a Victoria Coach Station, Londra
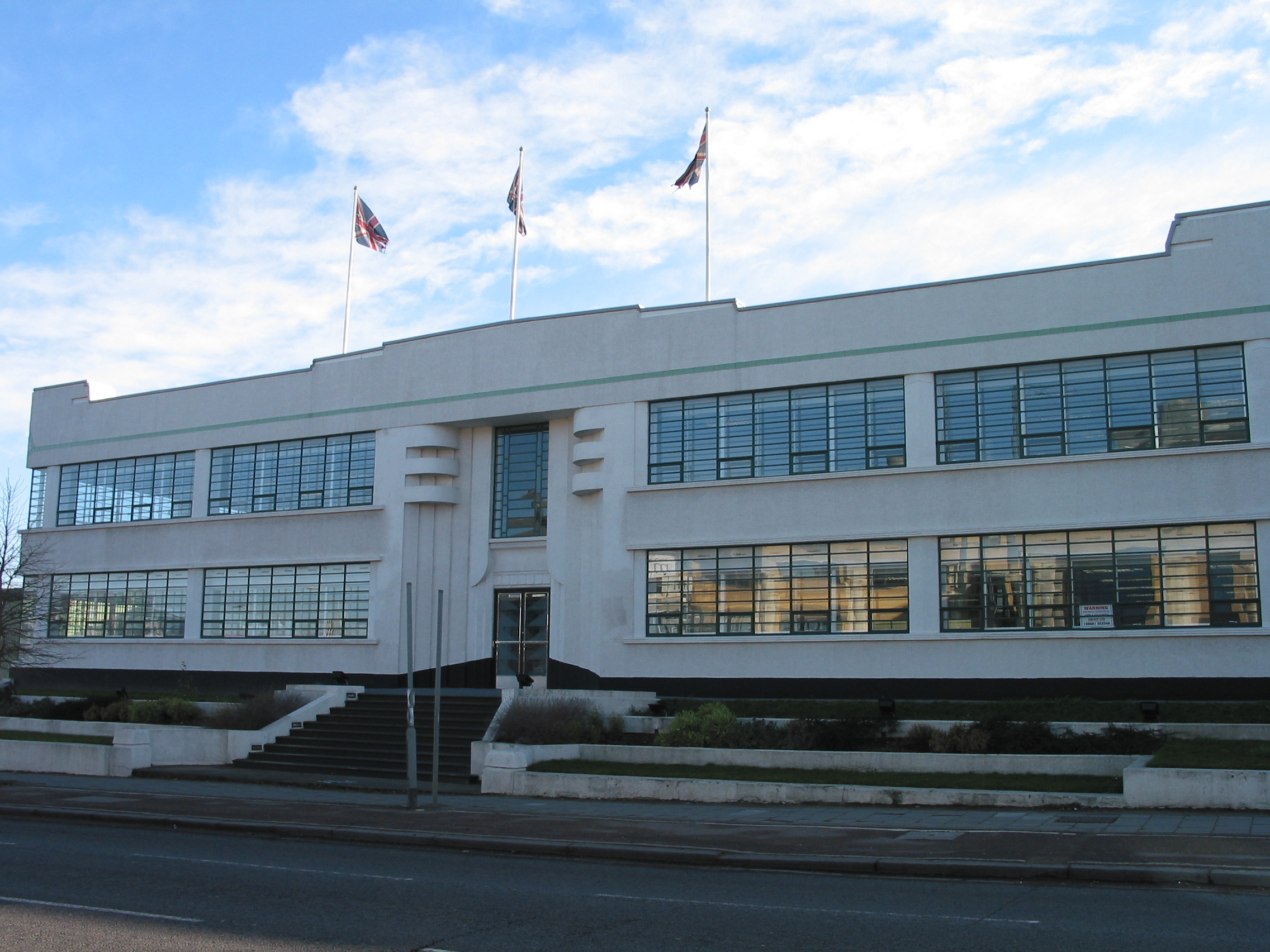
Imagine a fabricii Coty Cosmetics din Brentford, Middlesex

## Sursă
- Curl, James Stevens. A Dictionary of Architecture and Landscape Architecture (Paperback) (în English) (ed. Second). Oxford University Press. p. 880. ISBN 0-19-860678-8. Parametru necunoscut |origdate= ignorat (posibil, |orig-year=?) (ajutor)

## Referiri externe
Form & Fancy Factories & Factory Buildings by Wallis, Gilbert & Partners, 1916-1939 Joan S. Skinner Liverpool University Press; 1997 ISBN 0-85323-622-4 (copertă obișnuită) ori ISBN 0-85323-612-7 (copertată)
- Firestone Factory
- India Tyre Factory (picture)
- India Tyre Factory (pictures Arhivat în 27 septembrie 2007, la Wayback Machine.
- Daimler Hire Garage (picture) Arhivat în 13 octombrie 2010, la Wayback Machine.
- Hoover Building Arhivat în 18 mai 2006, la Wayback Machine.
- http://www.artofthestate.co.uk/london_photos/Hoover_building.htm
- http://www.perivale.co.uk/hoover-building.htm Arhivat în 14 octombrie 2006, la Wayback Machine.
- Alaska factory Arhivat în 27 septembrie 2007, la Wayback Machine.

- Coty Cosmetics Factory
- Victoria Coach Station (pictures)
- ASEA Factory Arhivat în 19 februarie 2007, la Wayback Machine.

Simmonds Aerocessories:
- http://www.brentfordtw8.com/default.asp?section=info&page=ewallis7.htm
- http://www.brentfordtw8.com/default.asp?section=info&page=ewillis.htm
- http://www.brentfordtw8.com/default.asp?section=info&page=ewillis2.htm